# 서경 76도
서경 76도(西經76度)는 본초 자오선에서 서쪽으로 76도 떨어진 경선이다. 북극점에서 시작하여 북극해, 북아메리카, 대서양, 남아메리카, 태평양, 남극해, 남극을 거쳐 남극점에 이른다.
서경 76도는 동경 104도와 이어져 지구의 둘레를 이룬다.

## 지나가는 지역
북극점에서 남극점까지 서경 76도선은 다음 지역을 지나간다.
| 좌표                                                  | 나라, 지역, 해역 | 주석 |
| ----------------------------------------------------- | ---------------- | --- |
| 북위 90° 0′ 서경 76° 0′  / 북위 90.000° 서경 76.000°  | 북극해           | |
| 북위 83° 3′ 서경 76° 0′  / 북위 83.050° 서경 76.000°  | 캐나다           | 누나부트 준주 — 엘즈미어섬 |
| 북위 77° 59′ 서경 76° 0′  / 북위 77.983° 서경 76.000° | 배핀만           | 캐나다 누나부트 준주 바일롯섬(북위 72° 54′ 서경 76° 3′  / 북위 72.900° 서경 76.050° ) 바로 동쪽을 지나감                                                                                                  |
| 북위 72° 34′ 서경 76° 0′  / 북위 72.567° 서경 76.000° | 캐나다           | 누나부트 준주 — 배핀섬 |
| 북위 69° 23′ 서경 76° 0′  / 북위 69.383° 서경 76.000° | 폭스만           | |
| 북위 69° 1′ 서경 76° 0′  / 북위 69.017° 서경 76.000°  | 캐나다           | 누나부트 준주 — 배핀섬 배어드반도 |
| 북위 68° 47′ 서경 76° 0′  / 북위 68.783° 서경 76.000° | 폭스만           | |
| 북위 68° 18′ 서경 76° 0′  / 북위 68.300° 서경 76.000° | 캐나다           | 누나부트 준주 — 프린스찰스섬 |
| 북위 67° 15′ 서경 76° 0′  / 북위 67.250° 서경 76.000° | 폭스만           | |
| 북위 65° 15′ 서경 76° 0′  / 북위 65.250° 서경 76.000° | 캐나다           | 누나부트 준주 — 배핀섬 폭스반도 |
| 북위 64° 22′ 서경 76° 0′  / 북위 64.367° 서경 76.000° | 허드슨 해협      | |
| 북위 62° 20′ 서경 76° 0′  / 북위 62.333° 서경 76.000° | 캐나다           | 퀘벡주 온타리오주 — 북위 45° 29′ 서경 76° 0′  / 북위 45.483° 서경 76.000° 부터, 오타와(북위 45° 25′ 서경 75° 42′  / 북위 45.417° 서경 75.700° ) 바로 서쪽을 지나감                                        |
| 북위 44° 21′ 서경 76° 0′  / 북위 44.350° 서경 76.000° | 미국             | 뉴욕주 펜실베이니아주 — 북위 42° 0′ 서경 76° 0′  / 북위 42.000° 서경 76.000° 부터 메릴랜드주 — 북위 39° 42′ 서경 76° 0′  / 북위 39.700° 서경 76.000° 부터                                                 |
| 북위 38° 17′ 서경 76° 0′  / 북위 38.283° 서경 76.000° | 체서피크만       | |
| 북위 38° 1′ 서경 76° 0′  / 북위 38.017° 서경 76.000°  | 미국             | 메릴랜드주 — 스미스섬 |
| 북위 37° 56′ 서경 76° 0′  / 북위 37.933° 서경 76.000° | 체서피크만       | |
| 북위 37° 51′ 서경 76° 0′  / 북위 37.850° 서경 76.000° | 미국             | 버지니아주 — 탠저섬 |
| 북위 37° 49′ 서경 76° 0′  / 북위 37.817° 서경 76.000° | 체서피크만       | |
| 북위 37° 21′ 서경 76° 0′  / 북위 37.350° 서경 76.000° | 미국             | 버지니아주 — 델마바반도의 곶 |
| 북위 37° 10′ 서경 76° 0′  / 북위 37.167° 서경 76.000° | 체서피크만       | |
| 북위 36° 55′ 서경 76° 0′  / 북위 36.917° 서경 76.000° | 미국             | 버지니아주 노스캐롤라이나주 — 북위 36° 33′ 서경 76° 0′  / 북위 36.550° 서경 76.000° 부터 |
| 북위 36° 10′ 서경 76° 0′  / 북위 36.167° 서경 76.000° | 앨베말만         | |
| 북위 35° 43′ 서경 76° 0′  / 북위 35.717° 서경 76.000° | 미국             | 노스캐롤라이나주 |
| 북위 35° 27′ 서경 76° 0′  / 북위 35.450° 서경 76.000° | 팜리코만         | |
| 북위 35° 5′ 서경 76° 0′  / 북위 35.083° 서경 76.000°  | 미국             | 노스캐롤라이나주 — 오크러코크섬 |
| 북위 35° 4′ 서경 76° 0′  / 북위 35.067° 서경 76.000°  | 대서양           | 일루서라섬, 바하마 일루서라섬(북위 25° 7′ 서경 76° 6′  / 북위 25.117° 서경 76.100° ) 바로 동쪽을 지나감 바하마 소산살바도르섬(북위 24° 35′ 서경 75° 57′  / 북위 24.583° 서경 75.950° ) 바로 서쪽을 지나감 |
| 북위 23° 41′ 서경 76° 0′  / 북위 23.683° 서경 76.000° | 바하마           | 엑수마섬 |
| 북위 23° 36′ 서경 76° 0′  / 북위 23.600° 서경 76.000° | 대서양           | 바하마 후멘토스섬(북위 22° 44′ 서경 75° 54′  / 북위 22.733° 서경 75.900° ) 바로 서쪽을 지나감 |
| 북위 21° 6′ 서경 76° 0′  / 북위 21.100° 서경 76.000°  | 쿠바             | |
| 북위 19° 58′ 서경 76° 0′  / 북위 19.967° 서경 76.000° | 카리브해         | 자메이카 (북위 17° 54′ 서경 76° 11′  / 북위 17.900° 서경 76.183° ) 바로 동쪽을 지나감 |
| 북위 9° 22′ 서경 76° 0′  / 북위 9.367° 서경 76.000°   | 콜롬비아         | |
| 북위 0° 18′ 서경 76° 0′  / 북위 0.300° 서경 76.000°   | 에콰도르         | |
| 남위 2° 4′ 서경 76° 0′  / 남위 2.067° 서경 76.000°    | 페루             | |
| 남위 14° 28′ 서경 76° 0′  / 남위 14.467° 서경 76.000° | 태평양           | |
| 남위 60° 0′ 서경 76° 0′  / 남위 60.000° 서경 76.000°  | 남극해           | |
| 남위 69° 38′ 서경 76° 0′  / 남위 69.633° 서경 76.000° | 남극             | 칠레(안타르티카칠레나현)과 영국(영국령 남극 지역)이 영유권을 주장하는 셔콧섬 |
| 남위 69° 44′ 서경 76° 0′  / 남위 69.733° 서경 76.000° | 남극해           | |
| 남위 72° 47′ 서경 76° 0′  / 남위 72.783° 서경 76.000° | 남극             | 칠레(안타르티카칠레나현)과 영국(영국령 남극 지역)이 영유권을 주장함. |

## 같이 보기
- 서경 75도
- 서경 77도